# Troglohyphantes fatalis
Troglohyphantes fatalis är en spindelart som beskrevs av Carlo Pesarini 1988. Troglohyphantes fatalis ingår i släktet Troglohyphantes och familjen täckvävarspindlar.
Artens utbredningsområde är Italien. Inga underarter finns listade i Catalogue of Life.